# Roj TV
Roj TV er en international kurdisk satellit TV-station, som sender programmer på Kurmanji, Sorani og Gorani dialekterne af kurdiske sprog ligesom Zazaki, Persisk, arabisk, Tyrkisk og engelsk. Roj TV ses af en stor del af det kurdiske folk, som er bosat over alt i verden, og kanalen anses for at være den mest populære kurdiske kanal. 
Kanalen sender fra Danmark, men den har også nogle kontorbygninger og studiefaciliteter i Belgien.
Programfladen på Roj TV består af nyheder, politiske diskussioner, kulturelle programmer (især musik og somme tider film) samt en lille andel af børneprogrammer og uddannelsesprogrammer.
Stationens danske moderselskab er Mesopotamia Broadcast.
Imdat Yilmaz er stationens direktør. Det danske selskab bag ROJ TV indgav den 19. august 2013 egen konkursbegæring efter at Østre Landsret tidligere havde idømt kanalen en bøde på 10 mio. kr.

## Forhold til Tyrkiet og PKK
Roj TV er forbudt i Tyrkiet fordi den tyrkiske og amerikanske regering hævder, at stationen er finansieret af den kurdiske terrororganisation PKK, som står på EU's terrorliste, men Roj TV har afvist, at tv-stationen modtager penge fra PKK.

### Tidligere sager
I en række sager har den tyrkiske ambassade og den tyrkiske radio- og TV-myndighed indklaget Roj TV for det danske radio- og tv-nævn.
Sagerne blev alle vundet af Roj TV i afgørelser af henholdsvis den 21. april 2005, den 2. maj 2007 og den 23. april 2008.
I forbindelse med den indledte straffesag mod Roj TV i 2010 udsendte Radio- og tv-nævnet den 25. november 2010 en udtalelse, der indeholdt en erklæring om de ovenfor nævnte afgørelser, således:
| „ | Radio- og tv-nævnet har drøftet sin mulige reaktion i anledning af den straffesag, der er blevet rejst af statsadvokaten rettet mod selskaberne, der driver ROJ TV. Det er Radio- og tv-nævnets opfattelse, at anlæg af straffesagen ikke i sig selv giver anledning til en genoptagelse af de afgørelser Nævnet har truffet i henholdsvis 2005, 2007 og 2008. I alle afgørelserne blev det konkluderet, at ROJ TV ikke tilskynder ”til had på grund af race, køn, religion, nationalitet eller seksuel observans”. | “ |

I 2005 havde den Den Tyrkiske Ambassade også klaget til nævnet med påstand om at ROJ TV havde relation til PKK og KONGRA-GEL.
Radio- og tv-nævnet afviste dette punkt da det lå uden for deres myndighedsområde og henviste til en eventuel politianmeldelse.

### Senere sag
Under forhandlingerne i 2009 i forbindelse med Anders Fogh Rasmussen kandidatur til posten som generalsekretær for NATO blev der givet løfte til Tyrkiet om at arbejde på at lukke Roj TV ifølge et lækket dokument.
Det lækkede dokument refererede et møde mellem Tyrkiets NATO-ambassadør Tacan Ildem og USA's viceudenrigsminister William J. Burns. 
I dokumentet dateret den 25. februar 2010 hedder det.
| „ | ...as part of the 2009 POTUS-brokered deal that had overcome Turkish objections to the appointment of Anders Fogh Rasmussen as NATO Secretary General, Denmark had promised to clarify its legal requirements prerequiste to acceding to Turkey's request for the closure of Roj TV, a PKK mouthpiece. | “ |

I marts 2009 var repræsentanter for Københavns Politi og Statsadvokaten på besøg hos de tyrkiske myndigheder i Ankara.
Statsadvokat for København, Lise-Lotte Nilas rejste den 31. august 2010 sigtelse mod Roj TV.
Roj TV blev anklaget for at fremme en terrorgruppes (dvs. PKK's) virksomhed, og politiet beslaglagde 327.000 kroner. 
Ved dom i Københavns Byret og senere i Landsretten blev politiet dømt til at tilbagebetale pengene.
Dommen gjaldt indfrysningen af 10 bankkonti.
Hovedsagen kom for retten i sommeren 2011.. I januar 2012 blev stationen kendt skyldig af byretten, og hver af de to selskaber bag idømt 40 dagbøder a 65.000 kr. Byretten inddrog ikke stationens sendetilladelse, da det er uden for dens kompetence. Radio- og TV-nævnet meddelte, at de vil nærstudere dommen og afvente en eventuel anke til Landsretten, inden de afgør om de vil åbne en ny sag om stationens sendetilladelse 
Bjørn Elmquist var forsvarer i sagen.

## Frekvens
- Eurobird 9
- Frequenz 11.842 V
- SymbolRate (SR) 27.500
- FEC 3/4

- Intelsat 1W
- Frequenz 11.092 H
- SymbolRate (SR) 15.551

## Eksterne links
- ROJ TV
- Roj TV Live Arkiveret 11. marts 2010 hos  Wayback Machine
- Bibliotek og Medier: Radio- og tv-nævnets reaktion på straffesagen mod ROJ TV
- http://www.bibliotekogmedier.dk/fileadmin/user_upload/dokumenter/medier/radio_og_tv/satellit_kabel/rojtv210405.pdf
- [http://www.bibliotekogmedier.dk/nyheder/nyt-fra-medieomraadet/artikel/-2d7a224657/ – 22kpdf
- http://www.bibliotekogmedier.dk/fileadmin/user_upload/dokumenter/medier/radio_og_tv/satellit_kabel/rojtv030507.pdf